# 小組曲 (ボロディン)
小組曲（仏: Petite Suite）は、アレクサンドル・ボロディンが作曲したピアノのための小品集で7曲から成る。後にグラズノフによって管弦楽版が作られている（後述）。

## 概要
この作品は組曲として構想されたものではなく、1878年から既に書かれていたピアノ曲（第5曲から第7曲）と、1884年から1885年にかけて作曲した4曲を一つの曲集にまとめて完成させたものである。完成後ボロディンはメルシー・アルジャント伯爵夫人から、同年7月にベルギーのアントウェルペンで催された演奏会に招待された際、招待されたことへの深い感謝の念とその返礼として作品を献呈した。
作品の草稿には「ある若い娘の愛の小詩」という副題が添えられており、各曲にもそれぞれ副題が与えられている。これらはアルジャント伯爵夫人の少女時代にまつわるエピソードを反映されたものであると考えられている。しかし1885年の出版時には、各曲に付けられていた副題はすべて削除されている。
また1885年8月末にボロディンはヴァイマルを訪れてリストと出会っているが、リストは『小組曲』と『スケルツォ』を演奏して2曲を大いに気に入ったと伝えられる。

## 構成
全7曲から構成され、演奏時間は約17分。
第1曲 尼僧院にて (Au Couvent)
アンダンテ・レリジョーソ、嬰ハ短調、4分の4拍子。
草稿に与えられていた副題は「大聖堂の円天井の下で少女は神を思うことはない」
第2曲 間奏曲（Intermezzo）
テンポ・ディ・メヌエット、ニ短調（後にヘ長調）、4分の3拍子。
草稿に与えられていた副題は「彼女は外の世界を夢見る」
第3曲 マズルカ (Mazurka)
アレグロ、ハ長調、4分の3拍子。
草稿に与えられていた副題は「彼女は踊りなど考えもしない」
第4曲 マズルカ (Mazurka)
アレグレット、変ニ長調、4分の3拍子
草稿に与えられていた副題は「彼女は踊りと踊る人を考える」
第5曲 夢 (Rêverie)
アンダンテ、変ニ長調、4分の4拍子。
草稿に与えられていた副題は「彼女は踊る人など考えもしない」
第6曲 セレナード (Serenade)
アレグレット、変ニ長調、8分の6拍子。
草稿に与えられていた副題は「彼女は愛の調べを夢見る」
第7曲 夜想曲 (Nocturne)
アンダンティーノ、変ト長調、4分の4拍子。
草稿に与えられていた副題は「少女は満ち足りた愛によって眠りに就く」

## 備考
- この作品にはグラズノフによって編曲された管弦楽版とセルゲイ・リャプノフによる加筆された版が存在する。グラズノフによる管弦楽編曲版は1889年にオーケストレーションが施されているが、その際に第7曲の「夜想曲」に1885年に書かれた『スケルツォ』を組み込んで、各曲の調性に適時変更を加えている。
- 作品が出版された当時は、かなりの売れ行きで人気を博し、多くの音楽愛好家たちが買ったといわれる。伯爵夫人は1886年5月にボロディンに宛てた手紙の中で、「あなたの『小組曲』はすごい売れ行きで、欲しがる人は跡を断ちません」と綴っている。

## 参考資料
- 『作曲家別名曲解説ライブラリー22 ロシア国民楽派』（音楽之友社）
- エフゲニー・スヴェトラーノフ指揮によるCDの解説書（RCAレーベル）